# Hinckley (Utah)
Hinckley é uma cidade  localizada no estado norte-americano de Utah, no Condado de Millard.

## Demografia
Segundo o censo norte-americano de 2000, a sua população era de 698 habitantes.
Em 2006, foi estimada uma população de 734, um aumento de 36 (5.2%).

## Geografia
De acordo com o United States Census Bureau tem uma área de
13,0 km², dos quais 13,0 km² cobertos por terra e 0,0 km² cobertos por água. Hinckley localiza-se a aproximadamente 1399 m acima do nível do mar.

## Localidades na vizinhança
O diagrama seguinte representa as localidades num raio de 44 km ao redor de Hinckley.